# Heidi (serial animowany 2015)
Heidi – francusko-australijsko-niemiecki serial animowany dla dzieci, zrealizowany na podstawie powieści Joanny Spyri o tym samym tytule. Serial jest remakiem japońskiego serialu Heidi z 1974 roku. Został zrealizowany techniką trójwymiarową.
Serial był dystrybuowany w 138 krajach na całym świecie.

## Dubbing
| Postać            | Dubbing francuski        | Dubbing angielski | Dubbbing niemiecki | Dubbing polski                                        |
| ----------------- | ------------------------ | ----------------- | ------------------ | ----------------------------------------------------- |
| Heidi             | Emmylou Homs             | Monique Hore      | Léa Mariage        | Joanna Kudelska                                       |
| Piotrek Koźlarz   | Évelyne Grandjean        | Nicole Shostak    | Nando Schmitz      | Karol Osentowski                                      |
| Dziadek           | Benoît Allemane          | Peter McAllum     | Helmut Krauss      | Włodzimierz Press                                     |
| Deta              | Julie Turin              | Beth Armstrong    | Nana Spier         | Barbara Kałużna                                       |
| Klara             | Lucille Boudonnat        | Sophia Morrison   | Maria Hönig        | Justyna Bojczuk                                       |
| panna Rottenmeier | Vanina Pradier           | Beth Armstrong    | Liane Rudolph      | Anna Sztejner                                         |
| Sebastian         | Gilduin Tissier          | Jamie Croft       | Bernhard Völger    | Waldemar Barwiński                                    |
| Teresa            | Leslie Lipkins           | Charlotte Hamlyn  | Zalina Sanchez     | Magdalena Krylik                                      |
| Karol             | Gabriel Bienaimé-Bismuth | Charlotte Hamlyn  | Nicolas Rathod     | Artur Pontek                                          |
| Wilhelm           | Céline Ronté             | Charlotte Hamlyn  | Moritz Richter     | Jacek Wolszczak                                       |
| pan Sesemann      | brak informacji          | Peter McAllum     | Wolfgang Wagner    | Krzysztof Mielańczuk Adam Szyszkowski (odc. 52-53,56) |
| Brygida           | brak informacji          | Beth Armstrong    | Gundi Eberhard     | Julia Kołakowska                                      |
| Babcia Piotrka    | Évelyne Grandjean        | Beth Armstrong    | Luise Lunow        | Elżbieta Gaertner                                     |
| Narrator          | Nathalie Homs            | Tess Meyer        | Petra Barthel      | Agnieszka Kunikowska                                  |

## Spis odcinków
| Premiera       | Nr             | Tytuł polski                | Tytuł angielski            |
| SERIA PIERWSZA | SERIA PIERWSZA | SERIA PIERWSZA              | SERIA PIERWSZA             |
| -------------- | -------------- | --------------------------- | -------------------------- |
| 13.01.2018     | 01             | Podróż w góry               | Up to the Mountain         |
| 14.01.2018     | 02             | Pierwszy dzień w górach     | First Day in the Mountains |
| 15.01.2018     | 03             | Wyzwanie                    | The Challenge              |
| 16.01.2018     | 04             | Ratujmy Ćwirka              | Save Chippy                |
| 17.01.2018     | 05             | Leśne przymierze            | The Treehouse Oath         |
| 18.01.2018     | 06             | Noc poza domem              | A Night Out                |
| 19.01.2018     | 07             | Za bochenek chleba          | For a Loaf of Bread        |
| 20.01.2018     | 08             | Uwięzieni w wielkim domu    | Trapped in the Manor       |
| 21.01.2018     | 09             | Strzeżcie się wilka         | Beware of the Wolf         |
| 22.01.2018     | 10             | Skarb Piotrka               | Peter’s Treasure           |
| 23.01.2018     | 11             | Potyczka o domek na drzewie | Attack the Treehouse       |
| 24.01.2018     | 12             | Ratujmy Słoneczko           | Save Sweetheart            |
| 25.01.2018     | 13             | Koniec wiosny               | The End of Spring          |
| 26.01.2018     | 14             | Klara                       | Clara                      |
| 27.01.2018     | 15             | Dzwonnica                   | The Bell Tower             |
| 28.01.2018     | 16             | Obietnica                   | The Promise                |
| 29.01.2018     | 17             | Powrót taty                 | Papa Returns               |
| 30.01.2018     | 18             | Edukacja domowa             | Home Schooled              |
| 31.01.2018     | 19             | Czas na przedstawienie      | Let’s Make a Show          |
| 01.02.2018     | 20             | W parku                     | At the Park                |
| 02.02.2018     | 21             | Niespodzianka Klary         | Clara Stands               |
| 03.02.2018     | 22             | Kozy w mieście              | Goats in the City          |
| 04.02.2018     | 23             | Rezygnacja                  | The Resignation            |
| 05.02.2018     | 24             | Kryjówka na drzewie         | A Tree for Shelter         |
| 06.02.2018     | 25             | Duch                        | The Ghost                  |
| 07.02.2018     | 26             | List                        | The Letter                 |
| 08.02.2018     | 27             | Powrót do Dörfli            | Back to Dörfli             |
| 09.02.2018     | 28             | Nowa koza w stadzie         | A New Goat in the Herd     |
| 10.02.2018     | 29             | Zniszczona rzeźba           | The Broken Statue          |
| 11.02.2018     | 30             | Broszka                     | The Brooch                 |
| 12.02.2018     | 31             | Szkolny test                | The School Test            |
| 13.02.2018     | 32             | Podchody                    | Scavenger Hunt             |
| 14.02.2018     | 33             | Niesforne kozy              | Goats Hour                 |
| 15.02.2018     | 34             | Burza                       | The Storm                  |
| 16.02.2018     | 35             | Diabelski Most              | The Devil’s Bridge         |
| 17.02.2018     | 36             | Fryderyk                    | Friedrich                  |
| 18.02.2018     | 37             | Wózek inwalidzki            | The Wheelchair             |
| 19.02.2018     | 38             | Wybaczenie                  | Forgiven                   |
| 20.02.2018     | 39             | Szarotka                    | Edelweiss                  |
| SERIA DRUGA    |                |                             |                            |
| 21.12.2019     | 40             | Żegnaj Białuszko            | Goodbye Little Swan        |
| 22.12.2019     | 41             | Riko                        | Rico                       |
| 23.12.2019     | 42             | Wyprawa                     | The Hike                   |
| 24.12.2019     | 43             | Konkurs                     | The Competition            |
| 25.12.2019     | 44             | Tajemnica Brygidy           | Bridget’s Secret           |
| 26.12.2019     | 45             | Skrzypce                    | The Violin                 |
| 27.12.2019     | 46             | Franczesko                  | Francesco                  |
| 28.12.2019     | 47             | Zegarek                     | The Watch                  |
| 29.12.2019     | 48             | Decyzja                     | The Resolution             |
| 30.12.2019     | 49             | Wybór                       | The Choice                 |
| 31.12.2019     | 50             | Operacja                    | The Operation              |
| 01.01.2020     | 51             | Dama w czerwieni            | The Lady in Red            |
| 02.01.2020     | 52             | Swatki                      | The Matchmakers            |
| 03.01.2020     | 53             | Zaręczyny ogłoszone         | A Mariage is announced     |
| 04.01.2020     | 54             | Pojednani                   | Reunited                   |
| 05.01.2020     | 55             | Kwestia czasu               | A Question of Time         |
| 06.01.2020     | 56             | Wieczór wigilijny           | Under the Christmas Tree   |
| 07.01.2020     | 57             | Chata w górach              | The Cabin                  |
| 08.01.2020     | 58             | Zagrożona góra              | The Endangered Mountain    |
| 09.01.2020     | 59             | Wypadek                     | The Accident               |
| 10.01.2020     | 60             | Zającorożec                 | The Wolpertinger           |
| 11.01.2020     | 61             | Anna                        | Anna                       |
| 12.01.2020     | 62             | Ule                         | The Beehives               |
| 13.01.2020     | 63             | Twarda lekcja               | A Tough Break              |
| 14.01.2020     | 64             | Trudny wybór                | A Difficult Choice         |
| 15.01.2020     | 65             | Najlepsi przyjaciele        | My Best Friend             |